# Без милост (2002)
Без милост (на английски: No Mercy) е петото годишно pay-per-view събитие от поредицата Без милост, продуцирано от Световната федерация по кеч (WWE). Събитието се провежда на 20 октомври 2002 г. в Норт Литъл Рок, Арканзас. Към днешна дата е единственото PPV на WWE, проведено в щата Арканзас.

## Обща информация
Главният мач от Разбиване е между шампиона на WWE Брок Леснар, който побеждава Гробаря в адска клетка, за да запази титлата. Главният мач от Първична сила е мач за обединение на титлите, където Световният шампион в тежка категория Трите Хикса побеждава Интерконтиненталния шампион на WWE Кейн.
Ъндъркардът включва Кърт Енгъл и Крис Беноа срещу Острието и Рей Мистерио, за определяне първите Отборни шампиони на WWE. Други мачове включват Триш Стратъс срещу Виктория за Титлата при жените на WWE, Джейми Ноубъл срещу Таджири за Титлата в полутежка категория на WWE, Роб Ван Дам срещу Рик Флеър и Крис Джерико и Крисчън срещу Букър Ти и Златен прах за Световните отборни титли.

## Резултати
| №                                         | Резултати                                                           | Правила                                                                                     | Време |
| ----------------------------------------- | ------------------------------------------------------------------- | ------------------------------------------------------------------------------------------- | ----- |
| 1                                         | Крис Джерико и Крисчън (ш) побеждават Букър Ти и Златен прах        | Отборен мач за Световните отборни титли                                                     | 8:46  |
| 2                                         | Тори Уилсън поб. Даун Мари                                          | Индивидуален мач                                                                            | 4:40  |
| 3                                         | Роб Ван Дам поб. Рик Флеър                                          | Индивидуален мач                                                                            | 7:59  |
| 4                                         | Джейми Ноубъл (ш) (с Нидия) поб. Таджири                            | Индивидуален мач за Титлата в полутежка категория на WWE                                    | 8:15  |
| 5                                         | Трите Хикса (Световен шампион) поб. Кейн (Интерконтинентален)       | Мач за обединение на Световната титла в тежка категория и Интерконтиненталната титла на WWE | 16:13 |
| 6                                         | Кърт Енгъл и Крис Беноа поб. Острието и Рей Мистерио чрез предаване | Отборен мач за дебютните Отборни титли на WWE                                               | 22:03 |
| 7                                         | Триш Стратъс (ш) поб. Виктория                                      | Индивидуален мач за Титлата при жените на WWE                                               | 5:31  |
| 8                                         | Брок Леснар (ш) (с Пол Хеймън) поб. Гробаря                         | Мач в Адска клетка за Титлата на WWE                                                        | 27:18 |
| - (ш) – указва шампиона/шампионите в мача |                                                                     |                                                                                             |       |